# Edita Tamošiūnaitė
Edita Tamošiūnaitė (* 28. Februar 1976 in Jauniūnai, Rajongemeinde Širvintos) ist eine litauische Lehrerin und Politikerin, seit 2023 Vizebürgermeisterin der Rajongemeinde Vilnius. 

## Leben
Edita Tamošiūnaitė absolvierte 1998 das Bachelorstudium der litauischen Sprache an der Philologiefakultät der Vilniaus universitetas, 2004 das Masterstudium der Edukologie (Bildungsmanagement) an der Vilniaus pedagoginis universitetas
und 2011 das Masterstudium der öffentlichen Verwaltung an der Mykolo Romerio universitetas in Vilnius. Sie lehrte als Lektorin an der MRU. 
Von 2002 bis 2007 war sie Direktorin des Gymnasiums Rudamina in der Rajongemeinde Vilnius, von 2007 bis 2013 arbeitete in der Verwaltung der Stadtgemeinde Vilnius. Von 2013 bis 2016 war sie stellvertretende litauische Bildungs- und Wissenschaftsministerin im Kabinett Butkevičius.
Sie spricht Englisch, Russisch und Polnisch.

## Politik
Von 2013 bis 2016 war Edita Tamošiūnaitė Vizeministerin für Bildung und Wissenschaft, Stellvertreterin des Ministers Dainius Pavalkis im Kabinett Butkevičius. Vom 22. April 2015 bis 2023 war sie Mitglied im Rat, von 2017 bis 2023 Vizebürgermeisterin der Stadtgemeinde Vilnius. Seit 2023 ist sie Vizebürgermeisterin der Rajongemeinde Vilnius.
Sie ist Mitglied der Lietuvos lenkų rinkimų akcija.